# Mały Miś (serial animowany)
Mały Miś (oryg. Little Bear, 1995-2003) – serial animowany o przygodach małego Misia. Emitowana w Wieczorynce w TVP1, a także w TVP3.

## Wersja polska

### Serial TV
Wersja polska:
- Telewizyjne Studia Dźwięku – Warszawa (odc. 1-39),
- TVP Agencja Filmowa (odc. 40-65)

Reżyseria: Dorota Kawęcka

Dialogi:
- Katarzyna Precigs (odc. 1-46, 54-59),
- Dorota Dziadkiewicz-Brewińska (odc. 48-53, 60-65)

Tłumaczenie:
- Katarzyna Precigs (odc. 1-39),
- Piotr Mielańczuk (odc. 40-65)

Dźwięk: Wiesław Jurgała

Montaż: Danuta Rajewska

Kierownictwo produkcji:
- Monika Wojtysiak (odc. 1-6, 12-26),
- Mika Garczyńska (odc. 7-11, 27-28, 30, 32),
- Ewa Garczyńska (odc.29, 31, 33-39),
- Krystyna Dynarowska (odc. 40-65)

Opracowanie muzyczne:
- Eugeniusz Majchrzak (odc. 29, 31),
- Piotr Gogol (odc. 43, 48, 50-51, 55-57, 60-61)

Teksty piosenek:
- Wiesława Sujkowska (odc. 43, 48, 50, 54, 56-57),
- Dorota Dziadkiewicz-Brewińska (odc. 51, 60-61),
- Katarzyna Precigs (odc. 55)

Udział wzięli:
- Jacek Wolszczak – Mały Miś (odc. 1-39)
- Anna Apostolakis –
  - Bóbr #2 (odc. 15c),
  - Wrona #1 (odc. 22a),
  - Wydra #1 (odc. 27b),
  - Mały Miś (odc. 40-65)
- Katarzyna Tatarak – Kaczka
- Małgorzata Duda – Sowa
- Jolanta Wilk –
  - Wydra #3 (odc. 27b),
  - Syrenka (odc. 28c)
- Hanna Kinder-Kiss –
  - Wydra #4 (odc. 27b),
  - Małpka (odc. 28b)
- Alina Więckiewicz – Wydra #2 (odc. 27b)
- Cynthia Kaszyńska – Emilka
- Jan Kulczycki – Tata Miś
- Joanna Sobieska – Mama Miś
- Katarzyna Łaniewska – Babcia Emilki (odc. 27a)
- Piotr Adamczyk – Beznogi (odc. 22b, 26a)
- Jerzy Kramarczyk – Kot
- Grzegorz Wons – Dzięcioł (odc. 26b)
- Joanna Ładyńska – Kura
- Jan Prochyra –
  - Tata Miś (odc. 1-26),
  - Żółw (odc. 26b)
- Andrzej Bogusz – Wieloryb (odc. 26c, 28a)
- Stanisław Brudny – Dziadek Miś (odc. 23b)
- Radosław Pazura –
  - Żaba,
  - Skunks (odc. 3c)
- Agnieszka Kunikowska – Mama Miś (odc. 40-65)
- Jarosław Domin – Kot (odc. 40-65)
- Joanna Jędryka – Kura (odc. 40-65)
- Antonina Girycz – Babcia Miś
- Janusz Bukowski –
  - Krasnal (odc. 11b),
  - Łoś (odc. 20c)
- Monika Wierzbicka – Syrenka (odc. 4b)
- Janusz Wituch
- Izabella Dziarska

i inni
Lektor: Anna Apostolakis (odc. 1-39)

### Film: Mały Miś i przyjaciele
Wystąpili:
- Joanna Domańska – Mały Miś
- Renata Berger –
  - Mama Miś,
  - Kurczak
- Jacek Kałucki –
  - Tata Miś,
  - Tata Kuby
- Hanna Kinder-Kiss – Kuba
- Janusz Rymkiewicz – Kot
- Iwona Rulewicz – Kaczka
- Mirosław Wieprzewski –
  - Sowa,
  - Łoś

i inni
Lektor tytułu filmu: Renata Berger

## Spis odcinków
| N/o            | Polski tytuł                      | Angielski tytuł                       |
| -------------- | --------------------------------- | ------------------------------------- |
|                |                                   |                                       |
| SERIA PIERWSZA |                                   |                                       |
|                |                                   |                                       |
| 01             | W co ubrać Małego Misia?          | What Will Little Bear Wear            |
| 01             | Zabawa w chowanego                | Hide and Seek                         |
| 01             | Mały Miś na Księżycu              | Little Bear Goes to the Moon          |
|                |                                   |                                       |
| 02             | Urodzinowa zupa                   | Birthday Soup                         |
| 02             | Miś polarny                       | Polar Bear                            |
| 02             | Wyprawa na ryby                   | Gone Fishing                          |
|                |                                   |                                       |
| 03             | Mały Miś nie chce zasnąć          | Up All Night                          |
| 03             | Grypa                             | A Flu                                 |
| 03             | Odkrywcy                          | Exploring                             |
|                |                                   |                                       |
| 04             | Tatuś wraca do domu               | Father Bear Comes Home                |
| 04             | Mały Miś w kąpieli                | Little Bear's Bath                    |
| 04             | Wędkowanie z tatusiem             | Fishing With Father Bear              |
|                |                                   |                                       |
| 05             | Życzenie Małego Misia             | Little Bear's Wish                    |
| 05             | Kolega Małego Misia               | Little Bear's Shadow                  |
| 05             | Prezent dla mamusi                | Present for Mother Bear               |
|                |                                   |                                       |
| 06             | Z wizytą u babci i dziadka        | To Grandmother's House                |
| 06             | Zabawy z dziadziusiem             | Grandfather Bear                      |
| 06             | Rudzik mamusi                     | Mother Bear's Robin                   |
|                |                                   |                                       |
| 07             | Mały Miś ma czkawkę               | Hiccups                               |
| 07             | Jak obudzić tatusia               | Date With Father Bear                 |
| 07             | Budyniowa Góra                    | Pudding Hill                          |
|                |                                   |                                       |
| 08             | Spotkanie z syrenką               | Little Bear's Mermaid                 |
| 08             | Latające placuszki                | Father Flying Flapjacks               |
| 08             | Marakasy z Maroka                 | Maracas                               |
|                |                                   |                                       |
| 09             | Rodzinny album                    | Family Portrait                       |
| 09             | Mały Miś spotyka Emilkę           | Little Bear's New Friend              |
| 09             | Wizyta Emilki                     | The Visit                             |
|                |                                   |                                       |
| 10             | Kaczka i jej siostrzeńcy          | Duck, Baby-Sitter                     |
| 10             | Orkiestra Małego Misia            | Little Bear's Band                    |
| 10             | Zabawy w żabim stawie             | Hop-Frog Pond                         |
|                |                                   |                                       |
| 11             | Mały Miś i wiatr                  | Little Bear and the Wind              |
| 11             | O krasnalu w butach               | Goblin                                |
| 11             | Nie jestem zmęczony               | Not Tired                             |
|                |                                   |                                       |
| 12             | Na strychu u dziadziusia          | Grandfather's Attic                   |
| 12             | Niebieskie jajko                  | Little Bear's Egg                     |
| 12             | Przyjęcie u Sowy                  | Party at Owl's House                  |
|                |                                   |                                       |
| 13             | Taniec deszczu                    | The Rain-Dance Play                   |
| 13             | Twój przyjaciel, Mały Miś         | Your Friend, Little Bear              |
| 13             | Jesienne marzenia                 | Falling Leaves                        |
|                |                                   |                                       |
| SERIA DRUGA    |                                   |                                       |
|                |                                   |                                       |
| 14             | Mały Miś czaruje                  | Little Bear, the Magician             |
| 14             | Mały Miś leczy                    | Doctor Little Bear                    |
| 14             | Mały Miś prosi                    | Bigger Little Bear                    |
|                |                                   |                                       |
| 15             | Mały Miś i podróż do gwiazd       | Little Bear's Trip to the Stars       |
| 15             | Mały Miś i niespodzianka          | Little Bear's Surprise                |
| 15             | Mały Miś i Biegun Północny        | Little Bear and the North Pole        |
|                |                                   |                                       |
| 16             | Mały Miś spotyka Beznogiego       | Little Bear Meets No Feet             |
| 16             | Mały Miś na campingu              | The Campout                           |
| 16             | Balonik Emilki                    | Emily's Balloon                       |
|                |                                   |                                       |
| 17             | Droga na koci skrót               | Cat's Shortcut                        |
| 17             | Pechowy dzień Małego Misia        | Little Bear's Bad Day                 |
| 17             | Kapitan Mały Miś                  | Captain Little Bear                   |
|                |                                   |                                       |
| 18             | Dom Emilki                        | Building a House for Emily            |
| 18             | Emilka wraca                      | Emily Returns                         |
| 18             | Mały Miś szuka winowajcy          | Little Sherlock Bear                  |
|                |                                   |                                       |
| 19             | Ząb Małego Misia                  | Little Bear's Tooth                   |
| 19             | Mały Czerwony Kapturek            | Little Red Riding Hood                |
| 19             | Słodkie babeczki Małego Misia     | Little Bear and the Cupcakes          |
|                |                                   |                                       |
| 20             | Bitwa na śnieżki                  | The Snowball Fight                    |
| 20             | Zimowe święta                     | Winter Solstice                       |
| 20             | Burza śnieżna                     | Snowbound                             |
|                |                                   |                                       |
| 21             | Ogród Małego Misia                | Little Bear's Garden                  |
| 21             | Książę Mały Miś                   | Prince Little Bear                    |
| 21             | Obraz dla Emilki                  | A Painting for Emily                  |
|                |                                   |                                       |
| 22             | Chodźcie za mną                   | Follow the Leader                     |
| 22             | Misiowy strach na wróble          | Little Scarecrow Bear                 |
| 22             | Mały miś i jeszcze mniejszy szop  | Little Bear and the Baby              |
|                |                                   |                                       |
| 23             | Mały Miś na tratwie               | Rafting on the River                  |
| 23             | Latawiec Małego Misia             | Little Bear's Kite                    |
| 23             | Księżycowe potwory                | Night of the Full Moon                |
|                |                                   |                                       |
| 24             | Cioteczka Kura                    | Auntie Hen                            |
| 24             | Mały Miś gra w baseball           | Play Ball                             |
| 24             | Lucia czuje się dobrze            | Lucy's Okay                           |
|                |                                   |                                       |
| 25             | Wśród przyjaciół                  | Between Friends                       |
| 25             | Jagodowe święto                   | The Blueberry Festival                |
| 25             | Kolega dla Lucii                  | Lucy Needs a Friend                   |
|                |                                   |                                       |
| 26             | Wycieczka na Budyniową Górę       | Picnic on Pudding Hill                |
| 26             | Mały Miś na spacerze              | Little Bear's Walkabout               |
| 26             | Niezwykły przyjaciel Małego Misia | Little Bear's Secret Friend           |
|                |                                   |                                       |
| SERIA TRZECIA  |                                   |                                       |
|                |                                   |                                       |
| 27             | Sowa chce spać                    | Owl's Dilemma                         |
| 27             | Wydry idą do szkoły               | School for Otters                     |
| 27             | Wiosenne porządki                 | Spring Cleaning                       |
|                |                                   |                                       |
| 28             | Opowieści Wieloryba               | Whale of a Tale                       |
| 28             | Wizyta Małpki                     | Mitzi Arrives                         |
| 28             | Latający dywan Babci              | Granny's Old Flying Rug               |
|                |                                   |                                       |
| 29             | Piosenka Małego Misia             | Little Bear Sing a Song               |
| 29             | Domek dla Małpki                  | A House for Mitzi                     |
| 29             | Na drzewie                        | Up a Tree                             |
|                |                                   |                                       |
| 30             | Opiekun Małego Misia              | The Big Bear-Sitter                   |
| 30             | Na dachu świata                   | Top of the World                      |
| 30             | Opowieść przy ognisku             | The Campfire Tale                     |
|                |                                   |                                       |
| 31             | Ulubiony potwór Małpki            | Mitzi's Little Monster                |
| 31             | Szymon mówi                       | Simon Says                            |
| 31             | Jabłkowy mus                      | Applesauce                            |
|                |                                   |                                       |
| 32             | Nocna koszula tatusia             | Father Bear's Nightshirt              |
| 32             | Jak odstraszać duchy              | How to Scare Ghosts                   |
| 32             | W poszukiwaniu wiosny             | Search for Spring                     |
|                |                                   |                                       |
| 33             | Wyprawa po miód                   | Out of Honey                          |
| 33             | Niespodzianka w butelce           | Message in a Bottle                   |
| 33             | Coś słodkiego na ząbek            | Little Bear's Sweet Tooth             |
|                |                                   |                                       |
| 34             | Gdzie jest Lucia                  | Where Lucy Went                       |
| 34             | Budyń dla potwora                 | Monster Pudding                       |
| 34             | Karaluchy pod poduchy             | Under the Covers                      |
|                |                                   |                                       |
| 35             | Piernikowe ludziki                | Gingerbread Cookies                   |
| 35             | Kulki                             | Marbles                               |
| 35             | Wojna w ogrodzie                  | The Garden War                        |
|                |                                   |                                       |
| 36             | Czerwone mrówki                   | The Red Thread                        |
| 36             | Królewna Kaczka                   | Princess Duck                         |
| 36             | Jak Mały Miś spotkał Kaczkę       | Little Bear Meets Duck                |
|                |                                   |                                       |
| 37             | Matka natura                      | Mother Nature                         |
| 37             | Lekcje tańca                      | Dance Steps                           |
| 37             | Kim ja jestem?                    | Who Am I?                             |
|                |                                   |                                       |
| 38             | Urodziny Emilki                   | Emily's Birthday                      |
| 38             | Wielki wyścig                     | The Great Race                        |
| 38             | Zabawa w cyrk                     | Circus for Tutu                       |
|                |                                   |                                       |
| 39             | Mądry Świerszcz                   | Clever Cricket                        |
| 39             | Jesienne liście                   | Leaves                                |
| 39             | Niegrzeczna miotła                | Big Bad Broom                         |
|                |                                   |                                       |
| SERIA CZWARTA  |                                   |                                       |
|                |                                   |                                       |
| 40             | Pościelowe góry                   | Pillow Hill                           |
| 40             | Śpiewająca kura                   | Diva Hen                              |
| 40             | Mały miś pomaga tacie             | Father Bear's Little Helper           |
|                |                                   |                                       |
| 41             | Ja to ty, a ty to ja              | I'll Be You, You'll Be Me             |
| 41             | Żaba w gardle                     | Frog In My Throat                     |
| 41             | Kałużoskoczek                     | Little Bear the Puddle Jumper         |
|                |                                   |                                       |
| 42             | Rodzinna kąpiel                   | Family Bath Time                      |
| 42             | Cudowna kraina śniegu             | Winter Wonderland                     |
| 42             | Małpka robi bałagan               | Mitzi's Mess                          |
|                |                                   |                                       |
| 43             | Księżycowa serenada               | Moonlight Serenade                    |
| 43             | Gąsienice                         | Caterpillars                          |
| 43             | Noc chochlików                    | Goblin Night                          |
|                |                                   |                                       |
| 44             | Nocowanie u misia                 | Sleep Over                            |
| 44             | Zamki z piasku                    | Sand Castle                           |
| 44             | Rocznica                          | Happy Anniversary                     |
|                |                                   |                                       |
| 45             | Prima aprilis                     | The April Fool                        |
| 45             | Balonowa sowa                     | Balloon Heads                         |
| 45             | Guzik Mamy Misia                  | Mother Bear's Button                  |
|                |                                   |                                       |
| 46             | Łódź na łyżwach                   | Little Bear and the Ice Boat          |
| 46             | Jelonek                           | Baby Deer                             |
| 46             | Niewidzialny Mały Miś             | The Invisible Little Bear             |
|                |                                   |                                       |
| 47             | Walentynki                        | Valentine's Day                       |
| 47             | Laurka dla mamy                   | Thinking of Mother Bear               |
| 47             | Zauważyłem                        | I Spy                                 |
|                |                                   |                                       |
| 48             | Modropiórek                       | Blue Feather                          |
| 48             | Potwór                            | Thunder Monster                       |
| 48             | Zupa z Kaczki                     | Duck Soup                             |
|                |                                   |                                       |
| 49             | Śnieżynka                         | The Little White Skunk                |
| 49             | Dzień mamy                        | Mother's Day                          |
| 49             | Małe ślady                        | Little Footprints                     |
|                |                                   |                                       |
| 50             | Przyjaciele na niepogodę          | Rainy Day Friends                     |
| 50             | Czy są tu chochliki?              | Little Goblin Bear                    |
| 50             | Piknik na Księżycu                | Picnic on the Moon                    |
|                |                                   |                                       |
| 51             | Mały Miś i morski potwór          | Little Bear and the Sea Monster       |
| 51             | Parada kapeluszy                  | Hat Parade                            |
| 51             | Gdzie jest Miś Rybak?             | Finding Fisherman Bear                |
|                |                                   |                                       |
| 52             | Obraz                             | The Painting                          |
| 52             | Całus                             | The Kiss                              |
| 52             | Ślub                              | The Wedding                           |
|                |                                   |                                       |
| SERIA PIĄTA    |                                   |                                       |
|                |                                   |                                       |
| 53             | Kaczka traci głos                 | Duck Loses Her Quack                  |
| 53             | Muchy w nosie                     | Feathers in a Bunch                   |
| 53             | Detektyw Mały Miś                 | Detective Little Bear                 |
|                |                                   |                                       |
| 54             | Spadające niebo                   | The Sky Is Falling                    |
| 54             | Dzień Ojca                        | Father's Day                          |
| 54             | Taka ryba                         | Fisherman Bear's Big Catch            |
|                |                                   |                                       |
| 55             | Życzenie                          | The Dandelion Wish                    |
| 55             | Pęknięta sosierka                 | The Broken Boat                       |
| 55             | Kaczka pomaga                     | Duck Takes the Cake                   |
|                |                                   |                                       |
| 56             | Magiczna lemoniada                | Magic Lemonade                        |
| 56             | Dobranoc Mały Misiu               | Good Night, Little Bear               |
| 56             | Dwa głuptasy                      | Silly Billy                           |
|                |                                   |                                       |
| 57             | Pierwszy mróz                     | First Frost                           |
| 57             | Witaj śniegu                      | Hello Snow                            |
| 57             | Kaczka i księżyc                  | Duck and the Winter Moon              |
|                |                                   |                                       |
| 58             | Mały Miś mówi sam do siebie       | Mister Nobody                         |
| 58             | Kim jestem?                       | Who Do I Look Like?                   |
| 58             | Pan Nikt                          | Little Premiere Bear Talks to Himself |
|                |                                   |                                       |
| 59             | Też tak umiem                     | Pied Piper Little Bear                |
| 59             | Muzykant Mały Miś                 | The Big Swing                         |
| 59             | Przyjaciel Emilki                 | I Can Do That                         |
|                |                                   |                                       |
| 60             | Pokaz magii                       | The Greatest Show in the World        |
| 60             | Mały Miś szczęściarzem            | Lucky Little Bear                     |
| 60             | Opowieść Małego Misia             | Little Bear's Tall Tale               |
|                |                                   |                                       |
| 61             | Wszystko na odwrót                | Opposites Day                         |
| 61             | Prośba do Gwiazdki                | Wish Upon a Star                      |
| 61             | Potwór Śpioszek Chrapek           | Sleepy Head Monster                   |
|                |                                   |                                       |
| 62             | Ślub Lucii                        | Something Old, Something New          |
| 62             | Za chwilę                         | In a Little While                     |
| 62             | Ulubione drzewo Małego Misia      | Little Bear's Favorite Tree           |
|                |                                   |                                       |
| 63             | Którędy na biegun?                | We're Lost                            |
| 63             | Mały, Mały Miś                    | Little, Little Bear                   |
| 63             | Gruba ryba                        | Duck's Big Catch                      |
|                |                                   |                                       |
| 64             | Miś, który straszy                | Little Bear Scares Everyone           |
| 64             | Spotkanie z kapitanem             | The One That Got Away                 |
| 64             | Gdzie są kredki?                  | Where Are Little Bear's Crayons?      |
|                |                                   |                                       |
| 65             | Kto pokocha Jeżozwierza?          | How to Love a Porcupine               |
| 65             | Domek dla Kaczki                  | A Houseboat For Duck                  |
| 65             | Jak Mały Miś poznał Sowę          | How Little Bear Met Owl               |
|                |                                   |                                       |
| FILM           |                                   |                                       |
|                |                                   |                                       |
| F1             | Mały Miś i jego przyjaciele       | The Little Bear Movie                 |
|                |                                   |                                       |